# Delage Type GS
Der Delage Type GS war ein Pkw-Modell der französischen Marke Delage.

## Beschreibung
Die nationale Zulassungsbehörde erteilte dem Fahrzeug mit der Nummer 8142 am 1. März 1921 die Zulassung. In einer verbesserten Ausführung wurde im Folgejahr das Fahrzeug mit der Nummer 8392 und der Motorennummer 1 vorgeführt und am 20. April 1922 genehmigt. Delage bot das Modell von 1921 bis 1923 an. Es war die Sportausführung des Delage Type CO und wurde später vom Type CO.2 abgelöst.
Ein Sechszylindermotor vom Typ 6.O trieb die Fahrzeuge der ersten Ausführung an. Es ist unklar, wofür der Buchstabe O stand. Er hatte 80 mm Bohrung und 150 mm Hub. Das ergab 4524 cm³ Hubraum und 22 Cheval fiscal. Der Motor leistete 85 PS.
Die zweite Ausführung hatte einen größeren und stärkeren Motor vom Typ 6.O S. Die Bohrung war auf 85 mm erhöht worden. Das ergab 5107 cm³ Hubraum, während es bei 22 CV blieb. Die Motorleistung stieg auf 100 PS.
Das Fahrgestell hatte 1440 mm Spurweite und zunächst 3430 mm Radstand. Die zweite Ausführung war außerdem in einer Langversion mit 3675 mm Radstand erhältlich.
Aufbauten als Tourenwagen mit vier Sitzen sind überliefert. 

## Stückzahlen und überlebende Fahrzeuge
Peter Jacobs vom Delage Register of Great Britain erstellte im Oktober 2006 eine Übersicht über Produktionszahlen und die Anzahl von Fahrzeugen, die noch existieren. Seine Angaben zu den Bauzeiten weichen in einigen Fällen von den Angaben der Buchautoren ab. Für dieses Modell bestätigt er die Bauzeit von 1921 bis 1923. Von 100 hergestellten Fahrzeugen existiert noch eins.